# Neivamyrmex carolinensis
Neivamyrmex carolinensis é uma espécie de formiga do gênero Neivamyrmex.